# John Kells Ingram
John Kells Ingram (7 de julio de 1823 - 1 de mayo de 1907) fue un matemático, poeta, economista, erudito y patriota irlandés. Se le atribuye, junto con John William Stubbs, la introducción del concepto geométrico de geometría inversiva.

## Biografía
1823

Ingram nació en Templecarne (Aghnahoo)  cerca de Pettigo, Condado de Donegal (Irlanda), miembro de una familia de confesión presbiteriana. 
1837

A la edad de 14 años, en 1837, entró en el Trinity College de Dublín, y tuvo una distinguida carrera como estudiante, investigador y profesor, sucesivamente de oratoria, literatura inglesa, y griego, convirtiéndose después en bibliotecario y en última instancia, en su vicerrector.
1843

En 1843, Ingram escribió el poema por el que se le recuerda, la balada  The Memory of the Dead (- Who Fears to Speak of ’98’ -, - Ninety Eight -) ("La Memoria de la Muerte), en honor de la Rebelión irlandesa de 1798 dirigida por los Irlandeses Unidos. Fue un defensor de la autonomía de Irlanda, aunque en el contexto de una descentralización más general, en el Reino Unido.
1862

Se casó el 23 de julio de 1862 con Margaret Johnston Clark, hija de James Johnston Clark y de Frances Hall.
1882

Ingram fue uno de los estudiosos seleccionados para escribir entradas para dos de las ediciones más famosas de la Enciclopedia Británica, a saber, los eruditos "o la novena edición y la undécima edición". Según su biógrafo D.E. Barrett, entre 1882 y 1888 escribió las entradas de la Enciclopedia Británica de Pierre Leroux,  Cliffe Leslie, John Ramsay McCulloch, Georg Ludwig von Maurer, William Petty, François Quesnay,  Karl Rau, David Ricardo, Jean Baptiste Say, Adam Smith, Jacques Turgot y Arthur Young.  Luego escribió las entradas sobre leyes suntuarias y esclavitud. Entre 1891 y 1896 también redactó las entradas del "Diccionario Palgrave de Economía" de  Cliffe Leslie, Friedrich List y Karl Marx.
1888

En el tramo final de su carrera se interesó en las nacientes disciplinas de la sociología y de la economía, en su Historia de Economía Política, de 1888; utilizando el término "homo œconomicus", como una crítica descripción del ser humano tal como es concebido por la teoría económica, y pudo haber acuñado el término.
1907

Ingram moría el 1 de mayo de 1907 en su casa, en el número 38 de Upper Mount Street, Dublín, donde había vivido desde 1884.
Está enterrado en el cementerio Mount Jerome Cemetery.

## Obras

### Ficción
- 1840 - Sonnets -, Dublin University Magazine
- 1843 - The Memory of the Dead
- 1845 - The pirate's revenge, or, A tale of Don Pedro and Miss Lois Maynard -, Wright, Boston 1845
- 1846 - Amelia Somers, the orphan, or, The buried alive -, Wright, Boston 1846
- 1897 - Love and Sorrow, priv., Dublin 1897
- 1900 - Sonnets and Other Poems. Adam & Charles Black, London.

### Libros de divulgación científica
- 1843 - Geometrical properties of certain surfaces -, Transactions of the Dublin University Philosophical Society, Vol. I, pp. 57-63, 1843
- 1843 - On chordal envelopes -, Transactions of the Dublin University Philosophical Society, Vol. I, pp. 156-158, 1843
- 1843 - On the properties of inverse curves and surfaces' -, Transactions of the Dublin University Philosophical Society, Vol. I, pp. 159-162, 1843
- 1844 - XXVIII. New properties of surfaces of the second degree. To the editors of the Philosophical Magazine and Journal -, Philosophical Magazine Series 3, Vol. 25, Issue 165, septiembre de 1844, pp. 188-192.
- 1861 - On the Opus Majus of Roger Bacon -, Proceedings of the Royal Irish Academy, Ser. 1, Vol. VII, pp. 9-15, 1857-61.
- 1864 - Considerations on the State of Ireland, Edward Ponsonby, Dublín, 1864.
- 1874 - Greek and Latin etymology in England -, Hermathena: a Dublin University review, Vol. I, No. II, pp. 407-440, 1874
- 1863 - Notes on Shakespeare's historical plays -, Trinity College Library, Ms. I. 6. 40
- 1863 - A paper on the chronological order of Shakespeare's plays -, Trinity College Library, Ms. I. 6. 34
- 1863 - Latin etymological notes, by John Kells Ingram -, Dublin: National Library of Ireland, Ms. 253
- 1864 - A comparison between the English and Irish poor laws with respect to the conditions of relief -, Journal of the Statistical and Social Inquiry Society of Ireland, Vol. IV, pp. 43-61, May, 1864
- 1873 - Miscellaneous notes -, Hermathena: a Dublin University review, Vol. I, No. 1, pp. 247-250, 1873
- 1875 - Commonplace book of J. K. Ingram, 1880-1. Address by Ingram to the Dublin Shakespearean Society, Dec. 10, 1875 -, Trinity College Library, Mss. I. 6. 36-37
- 1875 - On thama and thamakis in Pindar -, Hermathena: a Dublin University review, Vol. II, No. III, pp. 217-227, 1875
- 1875 - Address at the opening of the twenty-ninth session; the organization of charity and the education of the children of the state -, Journal of the Statistical and Social Inquiry Society of Ireland, Vol. VI, pp. 449-473, December, 1875
- 1876 - Bishop Butler and Mr. Matthew Arnold, a note -, Hermathena: a Dublin University review, Vol. II, No. IV, pp. 505-506, 1876
- 1876 - tional facts and arguments on the boarding-out of pauper children -, Journal of the Statistical and Social Inquiry Society of Ireland, Vol. VI, pp. 503-523, February, 1876
- 1876 - Greek and Latin etymology in England, No. II. -, Hermathena: a Dublin University review, Vol. II, No. IV, pp. 428-442, 1876
- 1876 - Additional facts and arguments on the boarding-out of pauper children: being a paper read before the Statistical and Social Inquiry Society of Ireland on Tuesday, 18th January, Dublin -, Edward Ponsonby, Dublin 1876
- 1879 - The Present Position and Prospects of Political Economy -, Statistical and Social Inquiry Society of Ireland, 1879
- 1880 - Work and the workman : being an address to the Trades Union Congress in Dublin, September, 1880  -,  Eason & Son, Dublin 1928
- 1881 - Report of Council on Mr. Jephson's suggestions as to Census for 1881 -, Statistical and Social Inquiry Society of Ireland, 1881
- 1881 - Etymological notes on Liddell and Scott's lexicon -, Hermathena: a Dublin University review, Vol. IV, No. VII, pp. 105-120, 1881
- 1881 - Work and the workman: an address to the Trades' Union Congress -,  Journal of the Statistical and Social Inquiry Society of Ireland, Vol. VIII, pp. 106-123, January, 1881
- 1882 - On Two Collections of Mediaeval Moralized Tales -, Dublin 1882
- 1883 - Notes on Latin lexicography -, Hermathena: a Dublin University review, Vol, IV, No, VIII, pp. 310-316, 1882, No. IX, pp. 402-412, 1883
- 1896 - An address delivered before the Royal Irish Academy on February 24th, 1896 -, Royal Irish Academy, Dublin 1896
- 1888 - A correction -,Hermathena: a Dublin University review, Vol. VI, No. XIV, pp. 366-367, 1888
- 1888 - On a fragment of an ante-Hieronymian version of the Gospels, in the Library of Trinity College, Dublin. See also Ser.2, Vol. III, Pp. 374-5, 1845-7 -, Proceedings of the Royal Irish Academy, Polite Literature and AntiquitiesSer. 2, Vol. II, pp. 22-23, 1879-88
- 1888 - A History of Political Economy Edinburgh, Adam & Charles Black, London 1888; Macmillan, New York 1894; McMaster University Archive for the History of Economic Thought, Dodo Press, 2008 ISBN 978-1-4099-5901-4
 (Traductor: Miguel de Unamuno y Jugo - Historia de la economica política -)
- 1888 – Essays in Political Economy –
- 1889 - Memoir of the late William Neilson Hancock -, Journal of the Statistical and Social Inquiry Society of Ireland, Vol. IX, pp. 384-393, August, 1889
- 1889 - Memoir of the late William Neilson Hancock, LL.D., Q.C -, Statistical and Social Inquiry Society of Ireland, 1881
- 1891 - Presidential Address reviewing the affairs of the Academy since its foundation -, Proceedings of the Royal Irish Academy, Ser. 3, Vol. II, (Appendix) Pp. 107-28, 1891-3
- 1892 - The past and present work of the Royal Irish Academy : an address delivered at the stated meeting of that body, November 30th, 1892 -,  Ponsonby & Weldrick, Dublin 1892
- 1893 - Etymological notes on Lewis and Short's Latin dictionary' -, Hermathena: a Dublin University review, Vol. VIII, No. XIX, pp. 326-343, 1893
- 1893 - English translation of the first three books of Tomás de Kempis - De imitatione Christi - by JKI
- 1893 - Etymological notes on Lewis and Short's Latin dictionary -[3]
- 1895 - A History of Slavery and Serfdom, Adam & Charles Black, London 1895; Macmillan, New York 1895, (reprinted Lightning Source (2007), ISBN 1-4304-4390-1
- 1901 - Human nature and morals according to Auguste Comte. With notes illustrative of the principles of Positivism, Adam & Charles Black, London 1901
- 1900 - Outlines of history of religion, London 1900, General Books, 2009, ISBN 978-0-217-26725-0
- 1904 - Practical Morals. A Treatise on Universal Education, London 1904
- 1905 - The Final Transition. A Sociological Study, London 1905

### Otros obras
- Encyclopædia Britannica
- Palgrave's Dictionary of Economics

## Fuente secundaria
- Philip Abrams - The Origin of British Sociology, 1834-1914 -, Chicago 1968
- K. C. Bailey - A History of Trinity College Dublin 1892-1945 -, University Press, Dublin 1947
- Sean D. Barrett - John Kells Ingram (1823–1907)
- Douglas Bennett - The Silver Connection -, TCD 1988
- Robert Dennis Collison Black - Centenary History of the Statistical and Social Inquiry Society of Ireland -, Dublin 1947
- Robert Botelier - Ordnance Survey Memoirs of Ireland -, Dublin 1834
- Thomas A. Boylan & Timothy P. Foley - Political Economy and Colonial Ireland, the Propagation and Ideological Function of Economic Discourses in the 19th Century -, p. 190., Routledge, London 1992
- Auguste Comte & John Kells Ingram - Passages from the Letters of Auguste Comte -, Bibliobazaar, 2008, ISBN 978-0-554-88013-6 - Sample:
- Declan Budd & Ross Hinds - The Hist and Edmund Burke's Club -, Lilliput Press, Dublin 1997
- Mary Daly - The Spirit of Ernest Inquiry. The Statistical and Social Inquiry Society of Ireland 1847-1997 -, Dublin 1997
- Dominic Daly - The Young Douglas Hyde, chapter IV; n.6, p. 209, 1974
- J. F. Deane - Irish Poetry of Faith and Doubt -, Introduction, p. 12., Wolfhound Press, Dublin 1991
- Seamus Deane - Field Day Anthology of Irish Writing -, Derry 1991
- Richard Theodore Ely - Introduction to Ingram -, 1915
- Caesar Litton Falkiner - Memoir of John Kells Ingram -, Sealy, Bryers and Walker, Dublin 1907
- Caesar Litton Falkiner - A Memoir of the Late John Kells Ingram LL.D. - sometime President of the Society -, Journal of the Statistical and Social Inquiry Society of Ireland, part 88, pages 105-123, Dublin, 1907 – Sample:
- Tadhg Foley - Praties, Professors, and Political Economy, pp. 6–7, Irish Reporter, Third Quarter 1995
- Michael Richard Daniell Foot & H. C. G. Matthews - The Galdstone Diaries -
- J. P. Gannon - To John Kells Ingram, LL. D., on reading his defence of Positivism: a poem beginning "Bright spirit muffled in the mist of earth" -, The New Ireland review, Vol. XVII, pp. 101-102, April, 1902
- J. T. Gibbs - Literary distinction: re John Kells Ingram and "The Memory of the Dead", quoting his reference to it in 1900 -, The Irish book lover, Vol. XVII, p. 117, September-October, 1929
- C. Gide & C. Rist - A History of Economic Doctrines, London 1964
- Oliver Goldsmith - Destitution of niece. Letter from J. K. Ingram. -,  The Irish builder, Vol. XVII, no. 374, p. 201, 15 de julio de 1875
- H. A. Hickson - Dublin Verses by Members of Trinity College -, London 1895
- Gordon L. Herries Davies - Hosce meos filios -, Ámsterdam 1991
- C. C. Holland - Trinity College Dublin and the Idea of a University -, Dublin 1991
- Bruce L. Kinzer - Enland’s Disgrace: J. S. Mills and the Irish Question -, University of Toronto Press, Toronto 2001
- John Victor Luce - Trinity College Dublin. The First 400 Years. -, Dublin 1992
- Thomas William Lyster - Bibliography of the Writings of John Kells Ingram, Dublin 1908
- Thomas William Lyster - J. K. Ingram: A Bibliography -, in An Leabharlann: journal of the Library Association of Ireland, volume III, no. 1, June, 1909, 46pp. [var. 1907-08].
- J. G. Swift MacNeill - What I Have Seen and Heard, Boston 1925
- Justin McCarthy - Irish Literature -, p. 2,166., Catholic University of America,  Washington 1904
- Robert Brendan McDowell & D. A. Webb - Trinity College 1592-1952 -, Cambridge 1982
- Brian McKenna - Irish Literature, 1800-1875: A Guide to Information Sources - Gale Research Co., Detroit 1978) (He cites Thomas W. Lyster, ‘W. K. Ingram: A Bibliography’ (Dublin: Cumann na Leabharlann 1907-08), p. 203.)
- S. Shannon Millin - Our society: its aims and achievements (1847-1919)  -, Statistical and Social Inquiry Society of Ireland, 1919 -
- Gregory C. Moore - Nicholson Versus Ingram on the History of Political Economy and a Charge of Plagiarism -, Journal of the History of Economic Thought, volume 22 (4), p. 433-460 – Sample:
- Gregory C. Moore – John Kells Ingram, the Comtean Movement, and the English Methodenstreit
- Sean Moran - Ingram and Ireland: the problem of the poem on "Ninety-Eight" (quoting Sean T. O'Kelly) -, journal article in The Catholic bulletin, volume XXVI, pp. 221-226, March, 1936
- Canon John Murphy - Two Irish Parliaments: A Contrast -, 1909
- J. A. T. Noble - Dear Ireland when you're free -
- Frederick Apthorp Paley - "Greek and Latin etymology in England" (a reply to J. K. Ingram) -, Hermathena: a Dublin University review, Vol. II, n.º IV, pp. 377-386, 1876
- M. O'Riordan - Dr. Ingram's "Outlines of the history of religion", reviewed by Rev. M. O'Riordan -, The New Ireland review, Vol. XIII, pp. 200-217, June, 1900
- Cyril Pearl - Three Lives of Charles Gavan Duffy, pp. 29, 230, O’Brien Press, Dublin 1979
- Gary K. Peatling - Who fears to speak of politics?: John Kells Ingram and Hypothetical Nationalism -, in Irish Historical Studies, Volume 31, n.º 122 (November 1998)
- William Bedell Stanford - Ireland and the Classical Tradition -, p. 116 (IAP 1976; 1984)
- Eric Roll - A History of Economic Thought -, London 1938
- Edmund Clarence Stedman - A Victorian Anthology, 1837–1895-, 1895
- Robert Yelverton Tyrrell - The Memory of the Dead
- D. A. Webb & R. B. McDowell - Trinity College Dublin, 1592-1952: An academic history -, Cambridge 1982
- T. T. West - The Bold Collegians -, Lilliput Press, Dublin 1991
- Michel S. Zouboulakis - Contesting the autonomy of political economy: The early positivist criticism of economic knowledge -,  The European Journal of the History of Economic Thought, volume 15, issue 1, pages 85–103,  March 2008